# Tillandsia paraensis
Espèce
Classification phylogénétique
Tillandsia paraensis Mez est une espèce de plantes à fleurs de la famille des Bromeliaceae. C'est une plante épiphyte.
L'épithète paraensis se rapporte à l'état de Pará et sa capitale (aujourd'hui Belém), au Brésil, dont est originaire la plante.

## Protologue et Type nomenclatural
Tillandsia paraensis Mez in Mart., Fl. Bras. 3(3): 586, tab. 109 (1894) (pro paraënsis)
Diagnose originale :
« TILLANDSIA PARAENSIS Mez n. sp. foliis dense rosulatis basi utriculum ovoideum manifestum efformantibus, quaquaversis, e basi perlonge acutis, adpresse lepidotis; inflorescentia scapo crassiusculo foliis paullo inflatis induto elata folia radicalia subaequante vel iis minute breviore, subpauciflora, simplicissima laxe distiche spicata; bracteis floralibus late ovatis, acutis, apice paullo incurvis, dorso dense lepidotis, sepala superantibus; sepalis liberis, dorso lepidoto-tomentellis; petalis tubulose erectis; staminibus petala sino dubio superantibus ».
Type : leg. Sieber, n°68 ; « Brasiliae septentrionalis prov. Pará » ; herb. Brux. 

## Synonymie

### Synonymie nomenclaturale
(aucune)

### Synonymie taxonomique
- Tillandsia boliviensis Baker[3], pro parte[2]
- Tillandsia juruana Ule[3]
- Vriesea sanctae-crucis S.Moore [2],[3]
  - Tillandsia sanctae-crucis (S.Moore) Mez

## Écologie et habitat
- Biotype : plante herbacée en rosette acaule, monocarpique vivace par ses rejets latéraux ; épiphyte[4],[3].
- Habitat : forêt[3].
- Altitude : 100-500 m[3].

## Distribution
- Amérique du Sud
  -  Bolivie[4],[3] :
    - La Paz[2]
    - Santa Cruz[2]

  -  Brésil
    - Amazonas[2]
    - Acre[2]
    - Pará[1]
    - Mato Grosso[2]
    - ouest du Brésil[4]

  -  Colombie[4],[3]
    - Vaupés[2]

  -  Guyane[3]
  -  Pérou
    - Loreto[2]

  -  Suriname
    - sud du Surinam[3]

  -  Venezuela,[3]